# سیارک ۲۷۲۶۳
سیارک ۲۷۲۶۳ (به انگلیسی: 27263 Elainezhou، نامگذاری:1999XA193)۲۷۲۶۳مین سیارک کشف شده‌است که در ۱۲ دسامبر ۱۹۹۹ کشف شد.